# Горчаков, Александр Анатольевич
Александр Анатольевич Горчаков (род. 2 февраля 1954) — советский шахматист, мастер спорта СССР (1970).
Воспитанник школы М. М. Ботвинника при ДСО «Труд».
В составе сборной Москвы победитель Всесоюзной шахматной олимпиады (командного чемпионата СССР) 1972 г. (в финале показал лучший результат на 3-й юношеской доске, обыграв в личных встречах будущих гроссмейстеров Г. Л. Зайчика и А. Б. Михальчишина).

В 1971 г. представлял СССР на чемпионате Европы среди юношей. Занял 6-е место, но по ходу соревнования одержал победы над будущими гроссмейстерами С. Марьяновичем (дважды) и М. Стином.
«Александр обладает хорошим позиционным чутьем, солидной дебютной эрудицией. Главным недостатком молодого мастера является неуверенность в своих силах. Не все благополучно и с расчетом вариантов» (Ю. С. Разуваев, 1972 г.).

## Спортивные результаты
| Год  | Город     | Соревнование                                                         | +   | −   | =   | Результат      | Место                         |
| ---- | --------- | -------------------------------------------------------------------- | --- | --- | --- | -------------- | ----------------------------- |
| 1971 | Гронинген | Чемпионат Европы среди юношей (квалификация) (финал А)               | 3 3 | 1 4 | 3 2 | 4½ из 7 4 из 9 | 6                             |
| 1972 |           | Первенство ЦС ДСО «Труд»                                             |     |     |     |                |                               |
|      | Москва    | Всесоюзная шахматная олимпиада (сборная Москвы, 3-я юношеская доска) | 3   | 0   | 2   | 4 из 5         | 1 на доске, команда — чемпион |
| 1973 | Киев      | Чемпионат СССР среди молодых мастеров                                |     |     |     | 4 из 15        | 16                            |